# Jörg Kirsten
Jörg Kirsten (* 18. Oktober 1967 in Leipzig) ist ein ehemaliger deutscher Fußballspieler.

## Karriere
Durch den Aufstieg der BSG Chemie Böhlen aus der DDR-Liga am Ende der Spielzeit 1989/90 gelang dem Angreifer der Sprung ins Oberhaus der vor ihrer Auflösung stehenden DDR. In einem Sturmduo, auf dessen gemeinsames Konto 41 der 77 Chemie-Saisontreffer gingen, mit dem Alt-Internationalen Dieter Kühn hatte Jörg Kirsten die Randleipziger zum Staffelsieg im Wendejahr geschossen.
Nach dem Zusammenschluss der Böhlener mit seiner früheren Gemeinschaft BSG Chemie Leipzig zum FC Sachsen Leipzig wurde Kirsten 21-mal für die Leutzscher in der letzten Oberligaspielzeit eingesetzt, wobei der Stürmer nur ein Tor erzielte. Den Sachsen gelang in der Aufstiegsrunde, für die sie sich als Tabellenzwölfter gerade noch qualifiziert hatten, der Sprung in die 2. Bundesliga des ab Sommer 1991 auch fußballerisch wiedervereinigten Deutschlands nicht.
Nach einer Saison in der drittklassigen Amateur-Oberliga im Erzgebirge beim FC Wismut Aue, in der er mit 20 Toren in 29 Spielen von sich Reden machte, unterschrieb der damals 24-jährige Offensivakteur im Sommer 1992 einen Vertrag beim Zweitligisten SV Waldhof Mannheim. Für die Kurpfälzer schoss er in der 2. Bundesliga in drei Spielzeiten in exakt 100 Partien 37 Tore, bevor es ihn zurück nach Sachsen zog.
Für den FSV Zwickau, bei dem Kirsten vor Lars Hermel und Carsten Klee Zweitligarekordtorschütze ist, war er zwischen 1995 und 1997 aktiv. In 61 Matches gelangen ihm 23 Treffer für die Westsachsen.
In der drittklassigen Regionalliga kickte der Angreifer 1997/98 für den LR Ahlen und begann im Sommer 1998 seinen zweiten Aufenthalt bei Waldhof Mannheim, der aber nur eine Saison dauerte. Ebenfalls zum zweiten Mal Station machte der 1,77 Meter große Stürmer ab 1999 beim FC Erzgebirge Aue. In der ersten Spielzeit nach seiner Rückkehr konnte sich Erzgebirge Aue für die nunmehr in zwei Staffeln weitergeführte Regionalliga qualifizieren. Seine letzte Saison im höherklassigen Fußball absolvierte Kirsten 2000/01 in der Nord-Staffel dieser Liga. Mit dem Führungstor am 38. und letzten Spieltag beim 2:1-Sieg gegen die Amateurmannschaft von Borussia Dortmund verabschiedete sich der inzwischen 33-jährige Fußballer im Juni 2001 aus Aue.
Anschließend war er beim damaligen Landesligisten SG Sonnenhof Großaspach und später bis 2009 als Spielertrainer in der Kreisklasse A beim FV Elsenz aktiv.